# Narlıdere
Narlıdere là một huyện thuộc tỉnh İzmir, Thổ Nhĩ Kỳ. Huyện có diện tích 64 km² và dân số thời điểm năm 2007 là 61455 người, mật độ 960 người/km².